# Rec. 2020
Rec. 2020, známý také jako ITU-R BT.2020, je mezinárodní standard vyvinutý Mezinárodní telekomunikační unií (ITU), který definuje soubor specifikací pro displeje s ultra-vysokým rozlišením (UHDTV). Standard byl poprvé publikován v roce 2012 a je široce považován za referenční standard pro vysokokvalitní displeje. Rec.2020 podporuje 10bitové a 12bitové zpracování barev a zahrnuje širší spektrum barev než dřívější standardy, jako jsou sRGB a Rec.709.

## Historie
Rec.2020 byl poprvé navržen v roce 2012 jako součást sady standardů ITU-R BT.2020, která byla vydána v roce 2014. Tento standard byl vytvořen, aby umožnil zařízením s vysokým rozlišením, jako jsou 4K a 8K televizory, zobrazit širší spektrum barev, které nebyly dříve možné. V roce 2015 byl standard Rec.2020 schválen Mezinárodní organizací pro normalizaci (ISO) jako standard ISO 2020.

## Technické detaily
Rec.2020 definuje barevný prostor pomocí koordinátového systému, který určuje polohu každého bodu v trojrozměrném prostoru. Jeho gamut zahrnuje celou oblast viditelného spektra, což znamená, že dokáže zobrazit mnohem více barev než dřívější standardy. Rec.2020 může zobrazit 75,8 % barev viditelných pro lidské oko, což je o 35 % více než původní Rec.709. Standard také definuje elektro-optickou přenosovou funkci (EOTF), která převádí signály z digitálního na analogový formát a umožňuje zařízením s vysokým rozlišením správně zobrazovat širokou škálu jasu.
Standard Rec. 2020 umožňuje použití formátů RGB a luma-chroma signálů s plně rozlišeným vzorkováním 4:4:4 a luma-chroma signálů s chroma subsamplingem 4:2:2 a 4:2:0. Rec. 2020 taky podporuje YCbCr a YcCbcCrc.

## Význam
Rec.2020 má velký význam pro televizní a filmový průmysl, protože umožňuje zobrazit širší spektrum barev, což výrazně zlepšuje kvalitu obrazu. Díky tomu mohou diváci vidět detaily a barvy, které byly předtím skryté, což vede ke zvýšení realismu a ponoření se do filmových a televizních zážitků.

## Implementace
Implementace standardu Rec.2020 se stává stále běžnější v moderních zařízeních s vysokým rozlišením, jako jsou 4K a 8K televizory, monitorové obrazovky a projekční zařízení.
Kromě toho je standard Rec.2020 také podporován různými kodeky pro kompresi videa, jako je například High Efficiency Video Coding (HEVC) a AV1. 
V současné době existuje mnoho televizních kanálů a streamovacích služeb, které nabízejí obsah s podporou Rec.2020. Mezi ně patří například Netflix, Amazon Prime Video, Apple TV+ a mnoho dalších.